# Lartigue (Gers)
Pour les articles homonymes, voir Lartigue.
Lartigue (L'Artiga en gascon) est une commune française située dans le département du Gers, en région Occitanie. Sur le plan historique et culturel, la commune est dans le pays d'Astarac, un territoire du sud gersois très vallonné, au sol argileux, qui longe le plateau de Lannemezan.
Exposée à un climat océanique altéré, elle est drainée par l'Arrats et par divers autres petits cours d'eau. La commune possède un patrimoine naturel remarquable composé de quatre zones naturelles d'intérêt écologique, faunistique et floristique.
Lartigue est une commune rurale qui compte 196 habitants en 2022, après avoir connu un pic de population de 540 habitants en 1831.  Elle fait partie de l'aire d'attraction d'Auch. Ses habitants sont appelés les Lartiguais ou  Lartiguaises.
Le patrimoine architectural de la commune comprend deux  immeubles protégés au titre des monuments historiques : le pigeonnier de Mazères, inscrit en 1973, et l'église de Mazères-Campeils, inscrite en 1979.

## Géographie

### Communes limitrophes
Les communes limitrophes sont  Castelnau-Barbarens, Faget-Abbatial, Haulies, Saramon, Sémézies-Cachan et Traversères.
| Haulies     | Castelnau-Barbarens |                 |
| Traversères | Lartigue            | Saramon         |
|             | Faget-Abbatial      | Sémézies-Cachan |

### Géologie et relief
Lartigue se situe en zone de sismicité 1 (sismicité très faible).

### Hydrographie

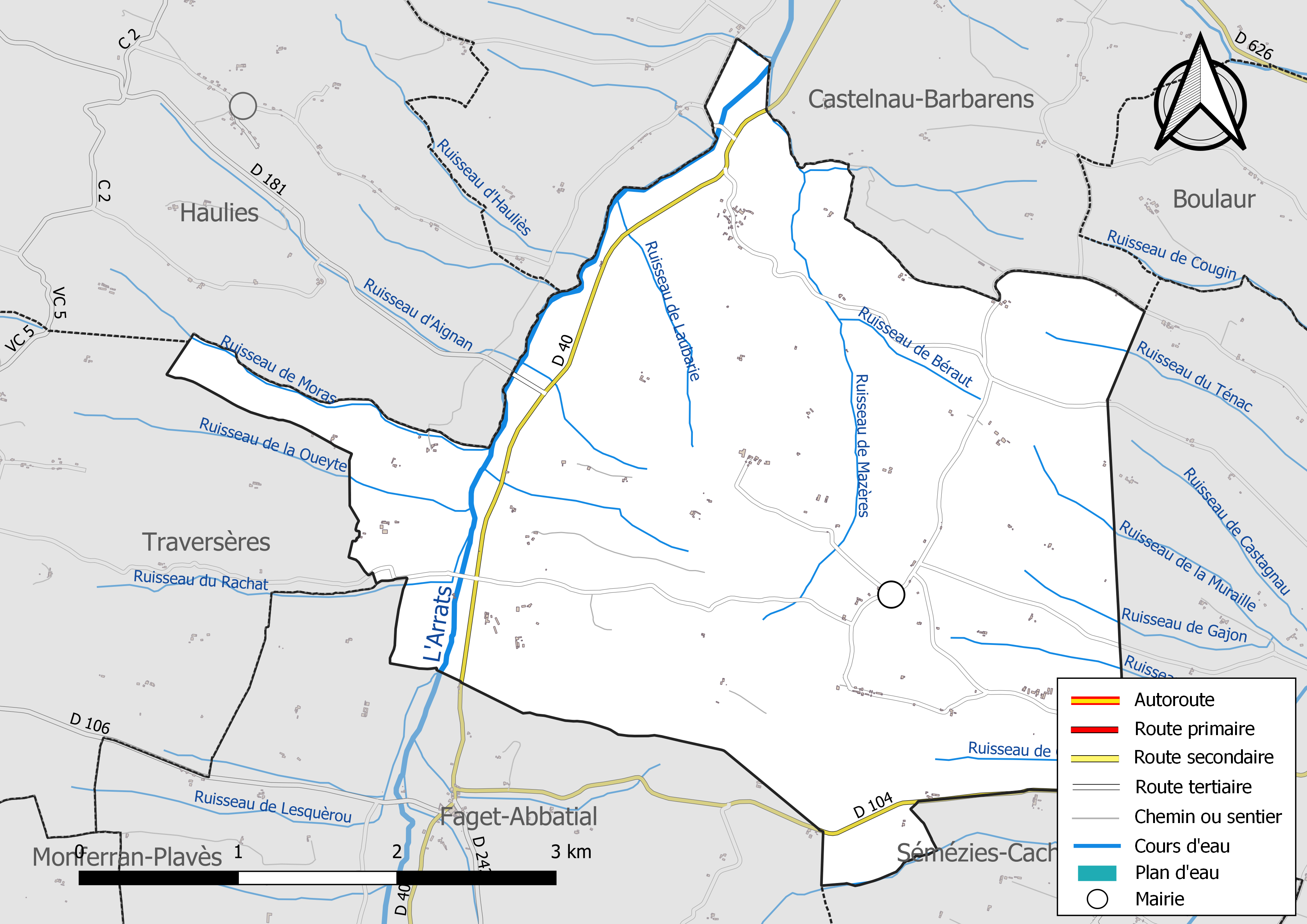
Réseaux hydrographique et routier de Lartigue.

La commune est dans le bassin de la Garonne, au sein du bassin hydrographique Adour-Garonne. Elle est drainée par l'Arrats, le ruisseau d'Aignan, le ruisseau de Béraut, le ruisseau de Gajon, le ruisseau de Gatchères, le ruisseau de la Muraille, le ruisseau de la Oueyte, le ruisseau de la Peyrie, le ruisseau de Laubarie, le ruisseau de Mazères, le ruisseau de Moras, le ruisseau d'Hauliès, le ruisseau du Gourmantin, le ruisseau du Rachat, et par divers petits cours d'eau, qui constituent un réseau hydrographique de 22 km de longueur totale,.
L'Arrats, d'une longueur totale de 162,1 km, prend sa source dans la commune de Lannemezan et s'écoule vers le nord. Il traverse la commune et se jette dans la Garonne à Saint-Loup, après avoir traversé 66 communes.

### Climat
Pour des articles plus généraux, voir Climat de l'Occitanie et Climat du Gers.
En 2010, le climat de la commune est de type climat océanique altéré, selon une étude s'appuyant sur une série de données couvrant la période 1971-2000. En 2020, Météo-France publie une typologie des climats de la France métropolitaine dans laquelle la commune est toujours exposée à un climat océanique altéré et est dans la région climatique Aquitaine, Gascogne, caractérisée par une pluviométrie abondante au printemps, modérée en automne, un faible ensoleillement au printemps, un été chaud (19,5 °C), des vents faibles, des brouillards fréquents en automne et en hiver et des orages fréquents en été (15 à 20 jours).
Pour la période 1971-2000, la température annuelle moyenne est de 13 °C, avec une amplitude thermique annuelle de 15,1 °C. Le cumul annuel moyen de précipitations est de 776 mm, avec 9,9 jours de précipitations en janvier et 6,1 jours en juillet. Pour la période 1991-2020, la température moyenne annuelle observée sur la station météorologique la plus proche, située sur la commune de Lahas à 14 km à vol d'oiseau, est de 13,9 °C et le cumul annuel moyen de précipitations est de 633,5 mm,. Pour l'avenir, les paramètres climatiques de la commune estimés pour 2050 selon différents scénarios d'émission de gaz à effet de serre sont consultables sur un site dédié publié par Météo-France en novembre 2022.

### Milieux naturels et biodiversité
L’inventaire des zones naturelles d'intérêt écologique, faunistique et floristique (ZNIEFF) a pour objectif de réaliser une couverture des zones les plus intéressantes sur le plan écologique, essentiellement dans la perspective d’améliorer la connaissance du patrimoine naturel national et de fournir aux différents décideurs un outil d’aide à la prise en compte de l’environnement dans l’aménagement du territoire.
Deux ZNIEFF de type 1 sont recensées sur la commune :
les « coteaux de l'Arrats » (1 054 ha), couvrant 5 communes du département, et 
les « landes et coteaux d'Ornézan à Traversères » (1 609 ha), couvrant 7 communes du département
et deux ZNIEFF de type 2, : 
- les « coteaux de la Lauze et de l'Arrats » (5 264 ha), couvrant 18 communes du département[15] ;
- les « coteaux du Gers d'Aries-Espénan à Auch » (13 191 ha), couvrant 31 communes dont 28 dans le Gers et trois dans les Hautes-Pyrénées[16].

Carte des ZNIEFF de type 1 et 2 à Lartigue.
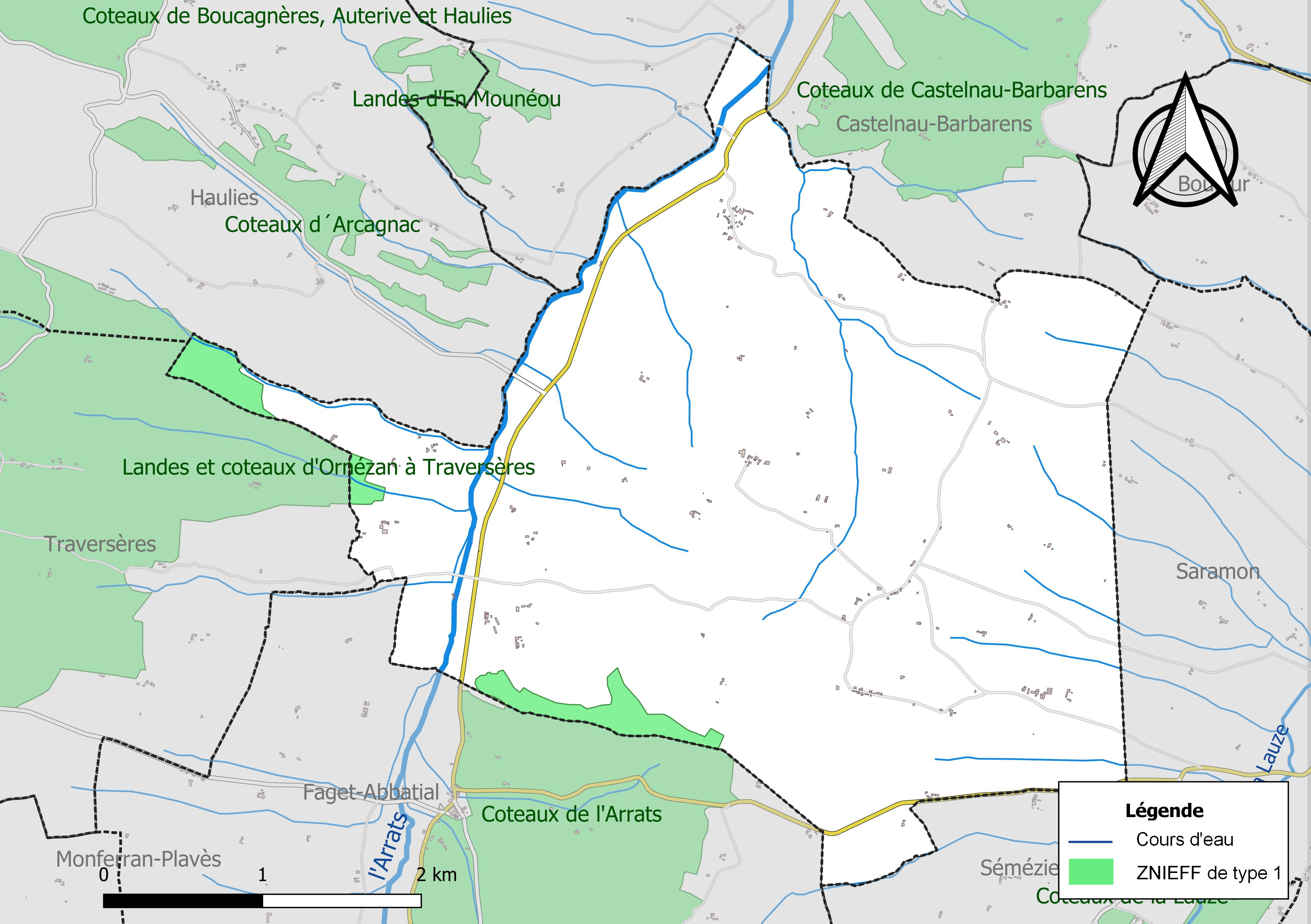
Carte des ZNIEFF de type 1 sur la commune.
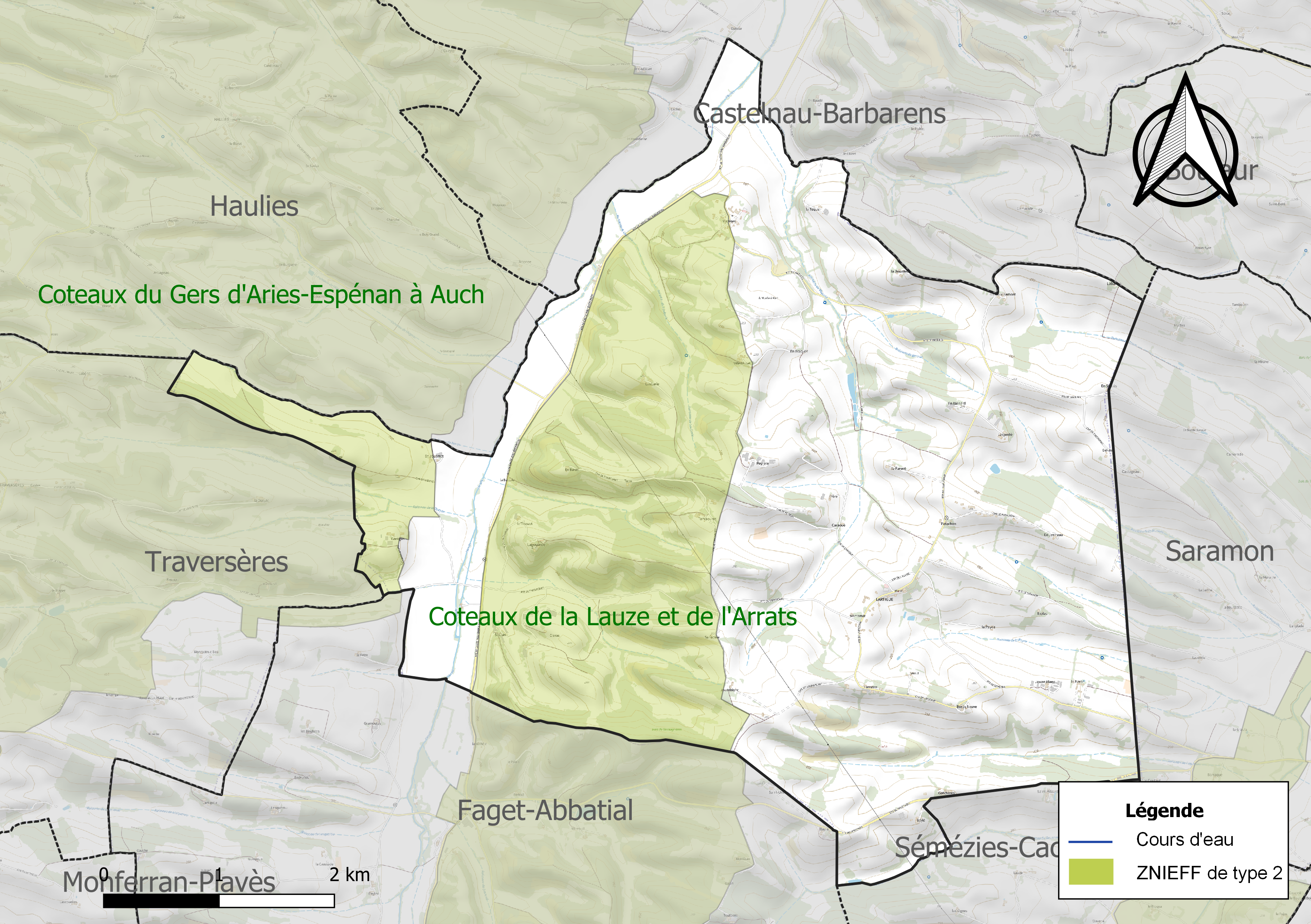
Carte des ZNIEFF de type 2 sur la commune.

## Urbanisme

### Typologie
Au 1er janvier 2024, Lartigue est catégorisée commune rurale à habitat très dispersé, selon la nouvelle grille communale de densité à sept niveaux définie par l'Insee en 2022.
Elle est située hors unité urbaine. Par ailleurs la commune fait partie de l'aire d'attraction d'Auch, dont elle est une commune de la couronne,. Cette aire, qui regroupe 112 communes, est catégorisée dans les aires de 50 000 à moins de 200 000 habitants,.

### Occupation des sols
L'occupation des sols de la commune, telle qu'elle ressort de la base de données européenne d’occupation biophysique des sols Corine Land Cover (CLC), est marquée par l'importance des territoires agricoles (98,5 % en 2018), en augmentation par rapport à 1990 (84,3 %). La répartition détaillée en 2018 est la suivante : 
zones agricoles hétérogènes (79,1 %), terres arables (19,1 %), forêts (1,5 %), prairies (0,2 %). L'évolution de l’occupation des sols de la commune et de ses infrastructures peut être observée sur les différentes représentations cartographiques du territoire : la carte de Cassini (XVIIIe siècle), la carte d'état-major (1820-1866) et les cartes ou photos aériennes de l'IGN pour la période actuelle (1950 à aujourd'hui).

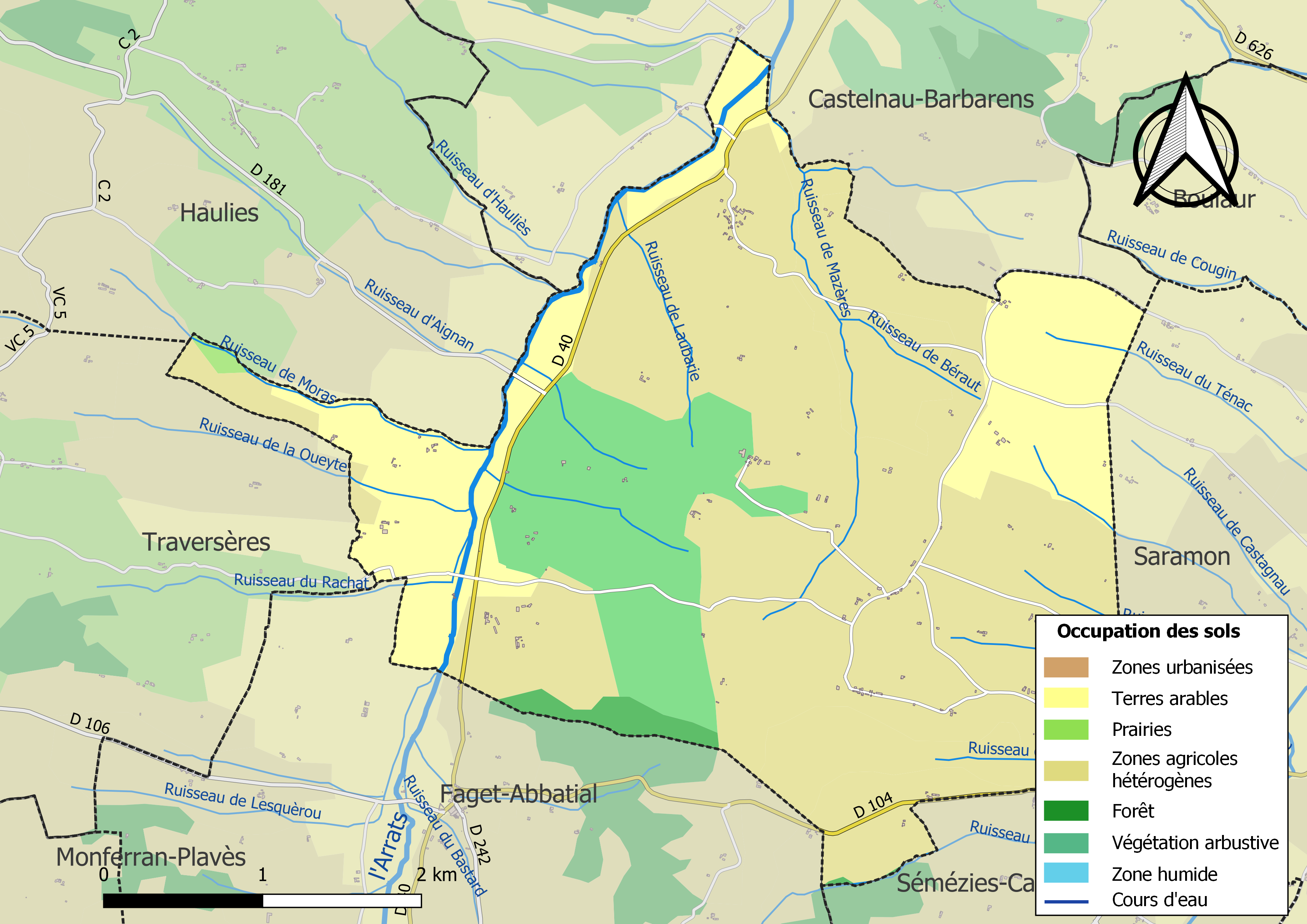
Carte des infrastructures et de l'occupation des sols de la commune en 2018 (CLC).

### Risques majeurs
Le territoire de la commune de Lartigue est vulnérable à différents aléas naturels : météorologiques (tempête, orage, neige, grand froid, canicule ou sécheresse) et séisme (sismicité très faible). Un site publié par le BRGM permet d'évaluer simplement et rapidement les risques d'un bien localisé soit par son adresse soit par le numéro de sa parcelle.

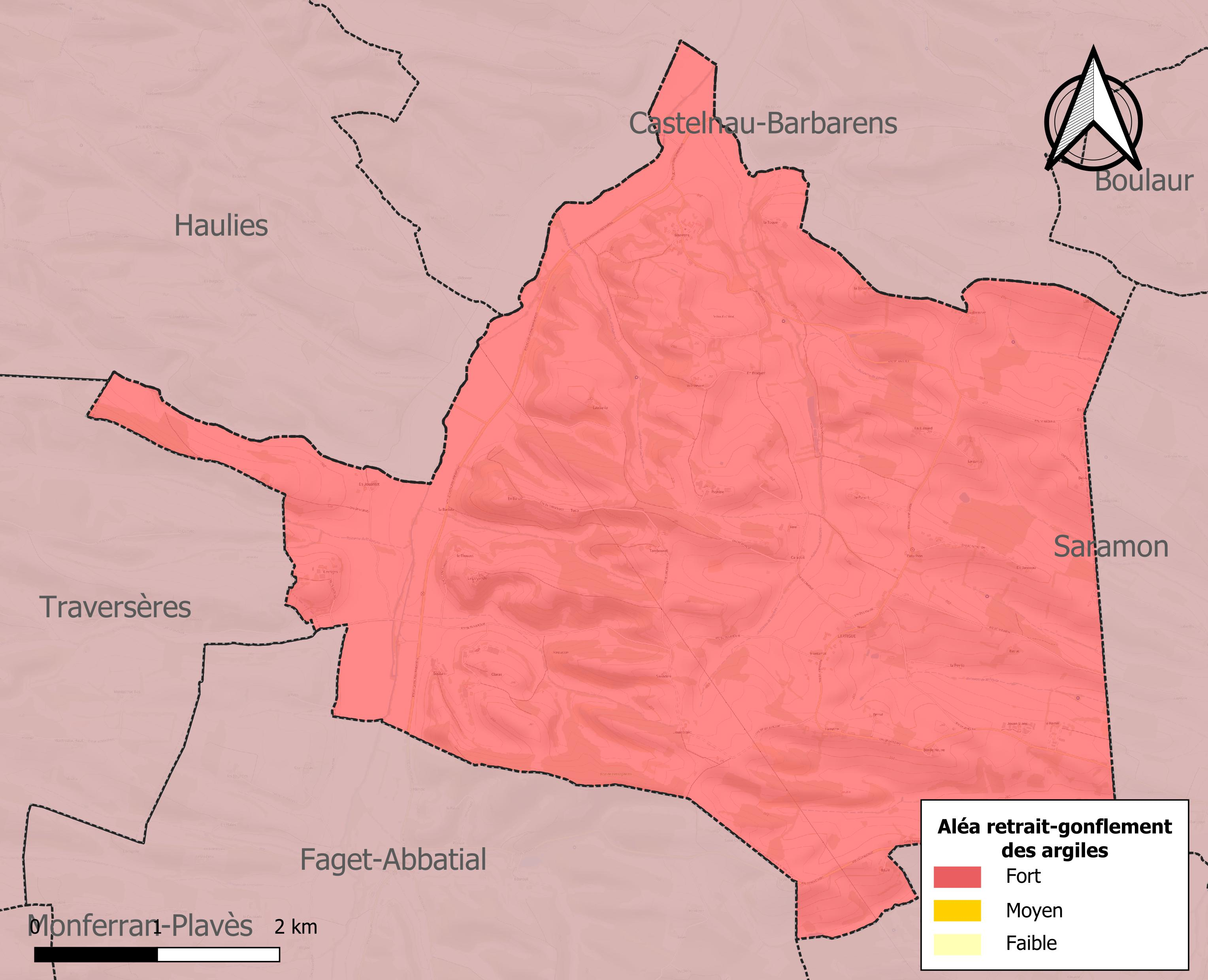
Carte des zones d'aléa retrait-gonflement des sols argileux de Lartigue.

Le retrait-gonflement des sols argileux est susceptible d'engendrer des dommages importants aux bâtiments en cas d’alternance de périodes de sécheresse et de pluie. La totalité de la commune est en aléa moyen ou fort (94,5 % au niveau départemental et 48,5 % au niveau national). Sur les 94 bâtiments dénombrés sur la commune en 2019, 94 sont en aléa moyen ou fort, soit 100 %, à comparer aux 93 % au niveau départemental et 54 % au niveau national. Une cartographie de l'exposition du territoire national au retrait gonflement des sols argileux est disponible sur le site du BRGM,.
Par ailleurs, afin de mieux appréhender le risque d’affaissement de terrain, l'inventaire national des cavités souterraines permet de localiser celles situées sur la commune.
La commune a été reconnue en état de catastrophe naturelle au titre des dommages causés par les inondations et coulées de boue survenues en 1999 et 2009. Concernant les mouvements de terrains, la commune a été reconnue en état de catastrophe naturelle au titre des dommages causés par la sécheresse en 1989, 2012 et 2019 et par des mouvements de terrain en 1999.

## Toponymie
Le vocable prélatin artica a donné le gascon artiga, terme qui désigne une terre défrichée pour la rendre cultivable.

## Histoire

### Héraldique
| Blason | Blasonnement : D'argent à l'arbre arraché de sinople, à la bordure componée d'or et de gueules. |

## Politique et administration

### Liste des maires
| Période                                  | Période  | Identité      | Étiquette  | Qualité              |
| ---------------------------------------- | -------- | ------------- | ---------- | -------------------- |
| avant 1995                               | En cours | Arnauld Wadel | RPR-UMP-LR | Agriculteur retraité |
| Les données manquantes sont à compléter. |          |               |            |                      |

## Population et société

### Démographie
| 1793 | 1800 | 1806 | 1821 | 1831 | 1841 | 1846 | 1851 | 1856 |
| ---- | ---- | ---- | ---- | ---- | ---- | ---- | ---- | ---- |
| 197  | 181  | 217  | 245  | 540  | 520  | 521  | 508  | 515  |

| 1861 | 1866 | 1872 | 1876 | 1881 | 1886 | 1891 | 1896 | 1901 |
| ---- | ---- | ---- | ---- | ---- | ---- | ---- | ---- | ---- |
| 504  | 443  | 420  | 414  | 426  | 407  | 396  | 350  | 318  |

| 1906 | 1911 | 1921 | 1926 | 1931 | 1936 | 1946 | 1954 | 1962 |
| ---- | ---- | ---- | ---- | ---- | ---- | ---- | ---- | ---- |
| 306  | 312  | 257  | 260  | 253  | 254  | 232  | 208  | 175  |

| 1968 | 1975 | 1982 | 1990 | 1999 | 2005 | 2006 | 2010 | 2015 |
| ---- | ---- | ---- | ---- | ---- | ---- | ---- | ---- | ---- |
| 155  | 130  | 138  | 137  | 164  | 149  | 144  | 155  | 176  |

| 2020 | 2022 | - | - | - | - | - | - | - |
| ---- | ---- | - | - | - | - | - | - | - |
| 198  | 196  | - | - | - | - | - | - | - |

## Économie

### Revenus
En 2018  (données Insee publiées en septembre 2021), la commune compte 74 ménages fiscaux, regroupant 189 personnes. La médiane du revenu disponible par unité de consommation est de 21 460 € (20 820 € dans le département).

### Emploi
|                | 2008  | 2013  | 2018  |
| -------------- | ----- | ----- | ----- |
| Commune        | 3,9 % | 7,5 % | 4,1 % |
| Département    | 6,1 % | 7,5 % | 8,2 % |
| France entière | 8,3 % | 10 %  | 10 %  |

En 2018, la population âgée de 15 à 64 ans s'élève à 117 personnes, parmi lesquelles on compte 74,8 % d'actifs (70,7 % ayant un emploi et 4,1 % de chômeurs) et 25,2 % d'inactifs,. Depuis 2008, le taux de chômage communal (au sens du recensement) des 15-64 ans est inférieur à celui de la France et du département.
La commune fait partie de la couronne de l'aire d'attraction d'Auch, du fait qu'au moins 15 % des actifs travaillent dans le pôle,. Elle compte 34 emplois en 2018, contre 29 en 2013 et 25 en 2008. Le nombre d'actifs ayant un emploi résidant dans la commune est de 85, soit un indicateur de concentration d'emploi de 40,2 % et un taux d'activité parmi les 15 ans ou plus de 57,7 %.
Sur ces 85 actifs de 15 ans ou plus ayant un emploi, 20 travaillent dans la commune, soit 24 % des habitants. Pour se rendre au travail, 87,6 % des habitants utilisent un véhicule personnel ou de fonction à quatre roues, 5,6 % s'y rendent en deux-roues, à vélo ou à pied et 6,7 % n'ont pas besoin de transport (travail au domicile).

### Activités hors agriculture
16 établissements sont implantés  à Lartigue au 31 décembre 2019.
Le secteur du commerce de gros et de détail, des transports, de l'hébergement et de la restauration est prépondérant sur la commune puisqu'il représente 43,8 % du nombre total d'établissements de la commune (7 sur les 16 entreprises implantées  à Lartigue), contre 27,7 % au niveau départemental.

### Agriculture
La commune est dans les « Coteaux du Gers », une petite région agricole occupant l'est du département du Gers. En 2020, l'orientation technico-économique de l'agriculture  sur la commune est la polyculture et/ou le polyélevage.
|               | 1988  | 2000  | 2010  | 2020  |
| ------------- | ----- | ----- | ----- | ----- |
| Exploitations | 23    | 20    | 17    | 14    |
| SAU (ha)      | 1 219 | 1 289 | 1 380 | 1 331 |

Le nombre d'exploitations agricoles en activité et ayant leur siège dans la commune est passé de 23 lors du recensement agricole de 1988  à 20 en 2000 puis à 17 en 2010 et enfin à 14 en 2020, soit une baisse de 39 % en 32 ans. Le même mouvement est observé à l'échelle du département qui a perdu pendant cette période 51 % de ses exploitations,. La surface agricole utilisée sur la commune a quant à elle augmenté, passant de 1 219 ha en 1988 à 1 331 ha en 2020. Parallèlement la surface agricole utilisée moyenne par exploitation a augmenté, passant de 53 à 95 ha.

## Culture locale et patrimoine

### Lieux et monuments
- Église de Mazères-Campeils. L'édifice est inscrit à l'inventaire des monuments historiques depuis 1979[33].
- Église de l'Assomption de Lartigue.
- Château de Lagouarde. Tour quadrangulaire de 9 m de côté, attribuable au XIVe siècle[34], qui domine la vallée de l'Arrats. Propriété privée, ne se visite pas.
- Motte castrale de Lartigue, dite du Castéra, ancien château des comtes d'Astarac[35].
- Château de Mazères-Campeils. Pigeonnier (XVIIe siècle ?) inscrit Monument historique par arrêté du 5 décembre 1973[36]. Propriété privée, ne se visite pas.